# Samppa Uimonen
Samppa Uimonen (né le 19 avril 1927 sur l'île de Tulola du lac Laatokka - mort le 18 mai 2001 à Kitee) est un joueur finlandais de kantele et de musique traditionnelle carélienne.

## Biographie
Samppa Uimonen est réfugié à Haapavesi à la suite des expulsions consécutives à la Guerre d'Hiver, il joue avec le groupe de Ilona Porma qui lui offre un nouveau kantele. 
Samppa étudie le solfège et la basse continue et le chant choral à Kajaani.
En 1957, Samppa Uimonen est diplômé du séminaire de formation des maîtres de Kajaani. Il devient instituteur et enseigne à Haapavesi puis à Niittylahti.
Antti Naukkarinen fut à la fois son professeur, son luthier et la personne qui lui transmit sa passion pour le Kantele. 
Après avoir retourné son kantele sur les conseils de Martti Pokela, Samppa développe un style très personnel. 
À partir de 1979, il devient artiste indépendant
Samppa Uimonen fera connaître le kantele et le Kalevala dans le monde entier entre autres en Russie, au Japon, aux États-Unis.
Sampa a fondé le Forum du Kalevala à Kitee.
Sampa Uimonen a habité plusieurs décennies à Kitee. 
À la fin des années 1980, il y fonde le Forum du Kalevala à l'école d'Heinoniemi à Kitee.
Il habite un moment à Laitila puis revient à Kitee en 2000.
Il est inhumé dans le cimetière d'Hienoniemi à Kitee ou son mémorial est dévoilé le 15 septembre 2002.

## Reconnaissance
Samppa Uimonen est reconnu par deux fois maître finlandais de Kantele.
Il reçoit le Prix d'honneur de la Kalevalaseuran en 1974. 
En 1986, le Ministère de l'Éducation et de la Culture lui alloue une bourse d'aide aux artistes et en 1986 il bénéficie d'une retraite nationale d'artiste.
Il est membre d'honneur de l'association de Kantele dont les autres membres d'honneur sont: Sulo Huotari, Ulla Katajavuori, Otto Koistinen, Anneli Kuparinen, Heikki Laitinen, Martti Pokela, Hannu Saha, Ismo Sopanen, Marjatta Sopanen, Geza Szilvay, Anneli Toiminen, Samppa Uimonen ja Ellen Urho.